# Rörskridskor

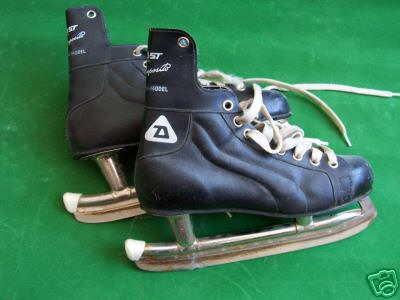
Rörskridskor.

Rörskridskor är skridskor där skenan är infälld i ett rör som sedan är fäst i en sko. De blev populära runt 1907-1909.  Ett svenskt slangord för skridskor är just 'rör', 'hockeyrör' eller 'bandyrör' etc. Halvrör är samma typ av skena och fäste men utan fast sko.
En norsk variant som kallades löpare (tidig modell år 1893) eller rörlöpare (något senare år 1907) var längre (cirka 50 cm) och användes huvudsakligen vid hastighetsåkning. En ytterligare variant av skridsko är den som används som långfärdsskridskor. På de äldre varianterna av långfärdsskridsko fäste man skenan i en träplatta ("stock") och spände fast skon med hjälp av läderremmar.
Andra typer av skridskor är:
- isläggar
- rörlöpare
- långfärdsskridskor
- trälöpare
- konståkningsskridskor